# Kamensko (Blovice)
Kamensko je rekreační a chatová oblast u Blovic v okrese Plzeň-jih. Jedná se o známé výletní místo obyvatel Blovic a v minulosti i obyvatel Plzně.
Na západě oblasti se nachází na řece Úslavě mlýn Chudinka z roku 1871, který dostal své jméno podle trvale malého zisku. Uvnitř osady pak zájezdní hostinec Na Polance a na východě myslivna. Vesnicí protéká Štítovský potok, na kterém jsou vystavěny čtyři rybníky; na západě pak protéká řeka Úslava.

## Historie

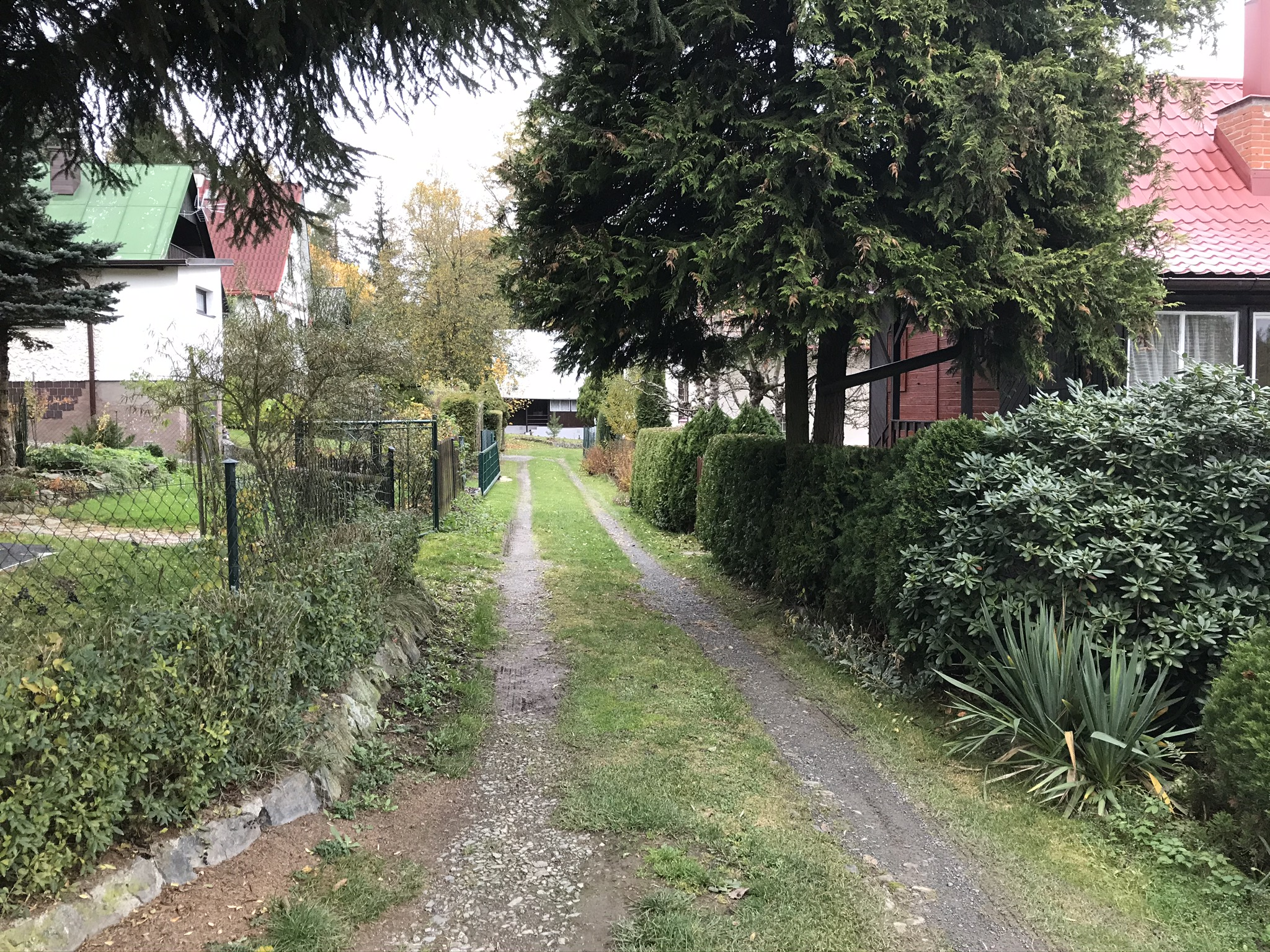
Cesta mezi chatami

Na západě oblasti se nachází výšinné sídliště Chudinka, které je zdrojem archeologických nálezů chamské kultury.
V minulosti se na území dnešní osady nacházela stejnojmenná poddanská ves, kterou získalo městečko Blovice v roce 1509, avšak v té době již jako zaniklou. Ves byla velmi pravděpodobně zaměřena na těžbu železné rudy v blízkých lesích.

## Dopravní spojení
U silnice III. třídy Blovice - Zdemyslice je autobusová zastávka Kamensko, Blovice, díky které je oblast spojena nejen s nejbližšími železničními zastávkami ve Zdemyslicích a Blovicích, ale také s krajským městem Plzní. Oblastí prochází žlutá turistická trasa Zdemyslice - Štítov - Karlov - Spálené Poříčí.